# Данн, Джудит
Джудит Данн (англ. Judith Frances Dunn, род. 6 июня 1939) — британский психолог, специализируется на психологии социального развития.

## Ранние годы и образование
Данн — дочь Джеймса Пейса и Джин Стюарт. Она училась в Нью-Холле, Кембридж, получив степень бакалавра гуманитарных наук (BA) в 1962 году; по традиции в 1968 году её степень бакалавра искусств была повышена до степени магистра искусств (MA Cantab). Во время учёбы в Королевском колледже Кембриджа она проходила аспирантуру и в 1982 году получила степень доктора философии (PhD).

## Академическая карьера
С 1978 по 1986 год Данн была научным сотрудником Королевского колледжа в Кембридже и старшим научным сотрудником Совета медицинских исследований. С 1986 по 1995 год она была профессором человеческого развития в Университете штата Пенсильвания. В 1994 году она стала профессором Эвана Пью; профессорство Эвана Пью — это «высшая награда, которую учреждение может оказать своему профессорско-преподавательскому составу». С 1995 по 2012 год она была профессором психологии развития в Институте психиатрии Королевского колледжа Лондона.
Данн специализируется на социально-эмоциональном и социокогнитивном развитии детей, отношениях между родителями и детьми, братьями и сёстрами, а также на развитии языковых и коммуникативных способностей.

### Другая деятельность
Данн является председателем основанной в 2006 году организации Детского общества по исследованию хорошего детства, которая исследует и измеряет субъективное благополучие детей.

## Личная жизнь
В 1961 году тогдашняя Джудит Пейс вышла замуж за Мартина Гардинера Бернала, британского исследователя современной китайской политической истории, который также написал скандальную «Чёрную Афину»; вместе у них родились дочь и сыновья-близнецы. Позже они развелись. С 1973 по 1987 год она была замужем за Джоном Монфором Данном, британским политологом, прежде чем они тоже развелись. В 1987 году она вышла замуж за американского психолога Роберта Пломина.

## Почести
В 1996 году Данн была избрана членом Британской академии (FBA), национальной академии гуманитарных и социальных наук Соединённого Королевства. В 2000 году она была избрана членом Академии медицинских наук (FMedSci).

## Избранные труды
- Dunn, Judy. The beginnings of social understanding. — Cambridge, MA : Harvard University Press, 1988. — ISBN 978-0674064539.
- Stepfamilies: who benefits? who does not?. — Hillsdale, N.J. : L. Erlbaum, 1994. — ISBN 978-0805815443.
- Alan Booth; Judith F. Dunn, eds. (1996), Family-School Links: How Do They Affect Educational Outcomes?, Lawrence Erlbaum Associates, ISBN 0805818405
- Dunn, Judith; Deater-Deckard, Kirby (2001), Children's views of their changing families, Family change series, York Publishing Services, ISBN 9781842630310